# 周大烈 (诗人)

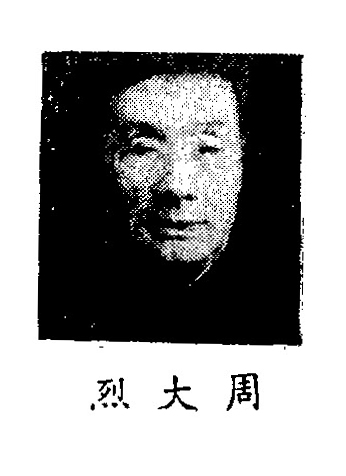
周大烈像

周大烈（1862年—1934年），字印昆，号夕红廔，斋号十严居、乐三堂，晚清与中华民国诗人、政治人物。与梁启超交好，其知名弟子有陈师曾等。

## 生平
出生于湖南湘潭隐山桂在堂。幼好学，聪颖过人。19岁在本乡教书，十年寒窗，教学相长，门生众多，颇有声望。20岁与同县袁明瑞结婚。而立之年受聘长沙第一师范学校。1903年，在陈三立创建的南京思益小学教国文、历史。1905年，争取到湖南官费名额，东渡日本，就读于东京政治大学，与姚华、陈叔通、范源濂等交好，曾拜访过同在日本的孙中山。1907年，回国组织丙午社，向青年宣传救国，纠正追求名利的不正之风。1909年，出任吉林自治区民政厅长。1911年辛亥革命后，周大烈以湖南省名额当选众议院议员。1917年，出任张家口税务署，为官清廉。后由于看不惯曹锟以五千银元一票贿选总统，愤而退职，隐居北京香山，以咏诗书法自遣。

## 子女
周大烈共育七女。六女周俟松，字芝子，1928年毕业于北京师范大学数学系，毕业后远赴武昌第一女子中学任教。后周俟松与许地山相恋，周大烈强烈反对，其理由是：“他的相貌与北师大校长范源濂面部有些相象，范不幸短命矣，看来许地山也不寿。”在二人与1929年结婚后，周大烈才接纳其女婿许地山。许地山则善解岳父的心意，因为周大烈无子，妻子周俟松诞下一个男孩时，他主动让儿子姓周，取名苓仲，以慰老人之心；女儿生下后，才随父姓许，取名燕吉。

## 著作
著有《夕红廔诗集》8卷334首，1930年印行；又著《夕红廔诗续集》3卷159首，1934年印行。